# Solbjørk Minke Anderson
Solbjørk Minke Anderson, née le 15 août 2004 à Copenhague, est une coureuse cycliste professionnelle danoise.

## Biographie
Solbjørk Minke Anderson se fait remarquer en 2021 en devenant championne du Danemark junior de la course en ligne. Titre qu'elle conserve en 2022.
Pour la saison 2023 elle rejoint la formation française Grand Est-Komugi-La Fabrique, qui évolue au niveau continental.
Elle brille à nouveau sur les championnats nationaux, en s'adjugeant le titre espoir de course en ligne.
Elle signe alors avec l'équipe World Tour Uno-X Mobility pour la saison 2024. 
Un bon début de saison lui permet d'être sélectionnée pour les Jeux Olympiques de Paris 2024. Malheureusement, elle est percutée par une voiture lors de la reconnaissance du parcours. Victime d'une fracture de la clavicule, elle ne peut pas participer à la course olympique.

## Palmarès sur route

### Par années
- 2021
  -  Championne du Danemark junior
- 2022
  -  Championne du Danemark junior
  -  Championne du Danemark par équipe (avec le team Rygter)
- 2023
  -  Championne du Danemark espoir
- 2024
  - 5e du Tour de Catalogne
- 2025
  - 3e du championnat du Danemark sur route

### Résultats sur les grands tours

#### Tour d'Italie
1 participation
- 2025 : 55e

#### Tour d'Espagne
1 participation
- 2025 : non-partante (6e étape)

### Classements mondiaux
| Année                                 | 2022 | 2023 | 2024 |
| ------------------------------------- | ---- | ---- | ---- |
| Classement UCI                        | 729e | 364e | 191e |
| UCI World Tour                        | nc   | nc   | 145e |
|                                       |      |      |      |
| Légende : nc = non classéSource : UCI |      |      |      |